# Antonio Sorice
Antonio Sorice (Nola, 3 novembre 1897 – Roma, 14 gennaio 1971) è stato un generale e politico italiano, che ricoprì l'incarico di Sottosegretario al Ministero della guerra (febbraio-luglio 1943) e di Ministro della Guerra nel Governo Badoglio I (25 luglio 1943-11 febbraio 1944).

## Biografia
Nacque a Nola il 3 novembre 1897 e dopo aver compiuto gli studi presso la Scuola militare "Nunziatella" di Napoli, frequentò la Regia Accademia militare di Artiglieria e Genio di Torino, uscendone con il grado di sottotenente assegnato all'arma di artiglieria il 30 maggio 1915.
Combatté durante la prima guerra mondiale e fu fatto prigioniero sul Carso nel 1917. Dopo il conflitto completò il corso di studi a Torino e poi quello presso la Scuola di guerra dell'esercito, a Civitavecchia, prestando  successivamente servizio nei presidi militari di Genova e quindi di Ancona.
Nel corso del 1933 fu trasferito a Roma per prestare servizio presso il Ministero della Guerra, ricoprendo dapprima l'incarico di addetto alla Segreteria militare e quindi nell'aprile del 1936, con il grado di colonnello, di Vice capo di gabinetto del ministro (Mussolini ad interim).
Nel giugno del 1938 venne nominato Consigliere di Stato e promosso generale di brigata, venendo collocato fuori ruolo per continuare a disimpegnare l'incarico ministeriale, dal quale viene però allontanato nel giugno 1941, in piena seconda guerra mondiale, dopo che si era pubblicamente espresso sulle difficoltà sostenute al fronte dal Regio Esercito e sulla necessità di trovare una soluzione per trarsi fuori dal conflitto.
Nel febbraio del 1943 tornò al Ministero della Guerra come sottosegretario, chiamatovi da Mussolini per le sue indiscusse doti organizzative e tecnico-militari. Svolse anche l'incarico di consigliere nazionale della Camera dei Fasci e delle Corporazioni.

### La firma dell'armistizio con gli anglo-americani
In seguito alla riunione del Gran Consiglio del Fascismo del 25 luglio 1943 che vide l'approvazione dell'ordine del giorno Grandi, viene nominato Ministro della Guerra nel governo Badoglio I. Uno dei suoi primi provvedimenti fu il ripristino del regolamento di disciplina che non consentiva agli appartenenti alle Forze Armate di svolgere alcuna attività politica.
Il 3 settembre prese parte ad una riunione ristretta del governo, tenutasi a Roma presso il Palazzo del Viminale, in cui il Maresciallo d'Italia Pietro Badoglio lo informò che Vittorio Emanuele III aveva deciso di firmare l'armistizio con gli anglo-americani e autorizzò il generale Giuseppe Castellano ad avere i pieni poteri su detta questione.
Alle 17:30 dell'8 settembre prese parte al Consiglio della Corona presieduto dal Re e un Badoglio “pallido e affranto “: oltre a lui vi parteciparono il Capo di stato maggiore generale Vittorio Ambrosio, il capo del servizio segreto militare generale Giacomo Carboni, il Sottocapo di stato maggiore generale Giuseppe De Stefanis e Paolo Puntoni (Aiutante di campo del re) , il Ministro degli esteri Raffaele Guariglia, il Ministro della marina Raffaele De Courten, il Ministro dell'aeronautica generale Renato Sandalli, il Ministro della Real Casa duca Pietro Acquarone e un giovane addetto di Ambrosio, il maggiore Luigi Marchesi,che essendo stato con Castellano ad Algeri , era il più informato sulle posizioni degli Alleati. In quella occasione il Re annunciò ufficialmente ai presenti che l'armistizio era stato firmato e poco tempo dopo Badoglio ne diede annuncio alla radio dell'EIAR.
L'indomani orchestrò insieme al generale Carboni un tentativo per far sostituire alla testa del governo Badoglio con il maresciallo d'Italia Enrico Caviglia fatto giungere appositamente nella Capitale. In seguito ad un breve contatto telefonico con Vittorio Emanuele III, il maresciallo Caviglia decise di assumere ad interim l'incarico di Capo del governo e comandante delle forze militari nel corso della mancata difesa di Roma, così da poter trattare con il Feldmaresciallo Albert Kesselring il disarmo delle truppe italiane e la proclamazione di Roma come "città aperta".
Quando il giorno 9 la famiglia reale e l'esecutivo fuggirono verso il Sud, con il governo che si insediò a Brindisi, egli preferì restare a Roma, non esercitando più di fatto il suo incarico, con Badoglio che il 16 settembre nominò un sottosegretario alla guerra, il generale Taddeo Orlando.
A Roma costituì con il colonnello Giuseppe Cordero Lanza di Montezemolo il Fronte militare clandestino, al cui interno operò un gruppo denominato "organizzazione Sorice". 
L'11 febbraio 1944 il Capo del Governo gli revocò l'incarico di Ministro della guerra non potendo egli raggiungere la città di Salerno, allora sede del governo, e restò a Roma fino alla liberazione nel giugno 1944.
Arrestato su ordine del Maresciallo d'Italia Giovanni Messe, nel settembre 1944 fu sottoposto a procedimento di epurazione per aver "partecipato attivamente alla vita politica del fascismo", ma venne prosciolto dall'accusa perché fu accertato il suo fattivo contributo all'organizzazione della Resistenza partigiana. Venne quindi riammesso in servizio al Consiglio di Stato e, nel 1954, fu decorato con la Medaglia d'argento al valor militare per i fatti del 1943-44.
Nel settembre del 1966 fu collocato in pensione per raggiunti limiti di età. Si spense a Roma il 14  gennaio 1971, e la salma venne successivamente traslata nel Cimitero Monumentale di Nola.

### Annotazioni
1. ↑  Mentre ricopriva tale incarico si occupò personalmente delle truppe da inviare in Africa Orientale in vista dell'inizio della guerra d'Etiopia.
2. ↑  A tale riunione, oltre a Badoglio e Sorice, presero parte il Ministro degli Esteri Raffaele Guariglia, il Ministro della Real Casa duca Pietro Acquarone, il Capo di stato maggiore generale Vittorio Ambrosio, il Ministro dell'Aeronautica generale Renato Sandalli e il Ministro della Marina ammiraglio Raffaele De Courten.
3. ↑  In rappresentanza del Capo di stato maggiore dell'esercito generale Mario Roatta che si trovava a Frascati a conferire con il generale tedesco Siegfrid Westphal.
4. ↑  Il generale Dwight Eisenhower aveva in quello stesso giorno respinto la richiesta di proroga dell'annuncio avanzata da Badoglio.
5. ↑  

Nel dopoguerra fu tra i fondatori dell'Armata italiana della libertà (A.I.L.), una formazione paramilitare da attivare nel caso che il Partito Comunista Italiano avesse vinto le elezioni, insieme al generale Ettore Musco, all'ammiraglio Alberto Da Zara e al Maresciallo d'Italia Giovanni Messe.
6. ↑  Dove venne tumulata nella cappella gentilizia di famiglia.

### Fonti
1. 1 2 3 4 5  Boschesi 1975, p. 187.
2. ↑  Ministro per la pubblica amministrazione e la semplificazione - Home[collegamento interrotto]
3. 1 2 3  Biografia dal Sito del Ministero della Funzione Pubblica Archiviato il 6 marzo 2015 in Internet Archive.
4. ↑  Storia Camera
5. ↑  Pettibone 2010, p. 7.
6. 1 2 3 4 5 6  Mario Avagliano, Il partigiano Montezemolo, Baldini & Castoldi s.r.l., Milano, 2014.
7. 1 2  Roggero 2006, p. 187.
8. 1 2  Vento 2010, p. 272.
9. 1 2  Vento 2010, p. 273.
10. ↑  Zangrandi 1961, p. 262.
11. ↑  "Motu Proprio" del Sovrano.
12. ↑  Supplemento ordinario alla Gazzetta Ufficiale del regno d'Italia n.221 del 22 settembre 1937, pag.4.
13. ↑  Bollettino Ufficiale 31 gennaio 1936, dispensa 9ª, pag.359,  registrato alla Corte dei Conti lì 23 gennaio 1936, registro n.2, foglio 450.